# Erinome (księżyc)
Erinome (Jowisz XXV) – mały zewnętrzny księżyc Jowisza, odkryty przez grupę astronomów z Uniwersytetu Hawajskiego pod przewodnictwem Scotta Shepparda, w 2000 roku.

## Nazwa
Nazwa pochodzi od imienia postaci z mitologii greckiej – Erinome (gr. Ερινομη), jednej z kochanek Zeusa (Jowisza).

## Charakterystyka fizyczna
Erinome jest jednym z najmniejszych księżyców Jowisza, jego średnicę ocenia się na około 3 km. Średnia gęstość tego ciała ma wartość ok. 2,6 g/cm3, a składa się przeważnie z krzemianów. Powierzchnia Erinome jest bardzo ciemna – jego albedo wynosi zaledwie 0,04. Z Ziemi można go zaobserwować jako obiekt o jasności wizualnej co najwyżej 22,8 magnitudo.
Erinome obiega Jowisza ruchem wstecznym, czyli w kierunku przeciwnym do obrotu planety wokół własnej osi. Satelita należy do grupy Karme.